# Пашинян, Никол Воваевич
Нико́л Вова́евич Пашиня́н (арм. Նիկոլ Վովայի Փաշինյան; род. 1 июня 1975, Иджеван, Армянская ССР, СССР) — армянский государственный и политический деятель, премьер-министр Армении с 8 мая 2018 года. Исполнял обязанности премьер-министра с 25 апреля по 2 августа 2021 года и одержал победу на июньских парламентских выборах.
Лидер бархатной революции в Армении. Депутат Национального собрания Армении (2012—2018), руководитель фракции «Елк» (2017—2018). 
Приход к власти Пашиняна считался некоторыми наблюдателями символом развития демократии в Армении, в то время как другие критиковали его за популизм. В новое правительство Пашиняна вошли многочисленные либеральные активисты западных НПО, назначенные на руководящие должности, а также сторонники Бархатной революции, не имевшие до этого опыта в политике.

## Биография

### Ранние годы и образование

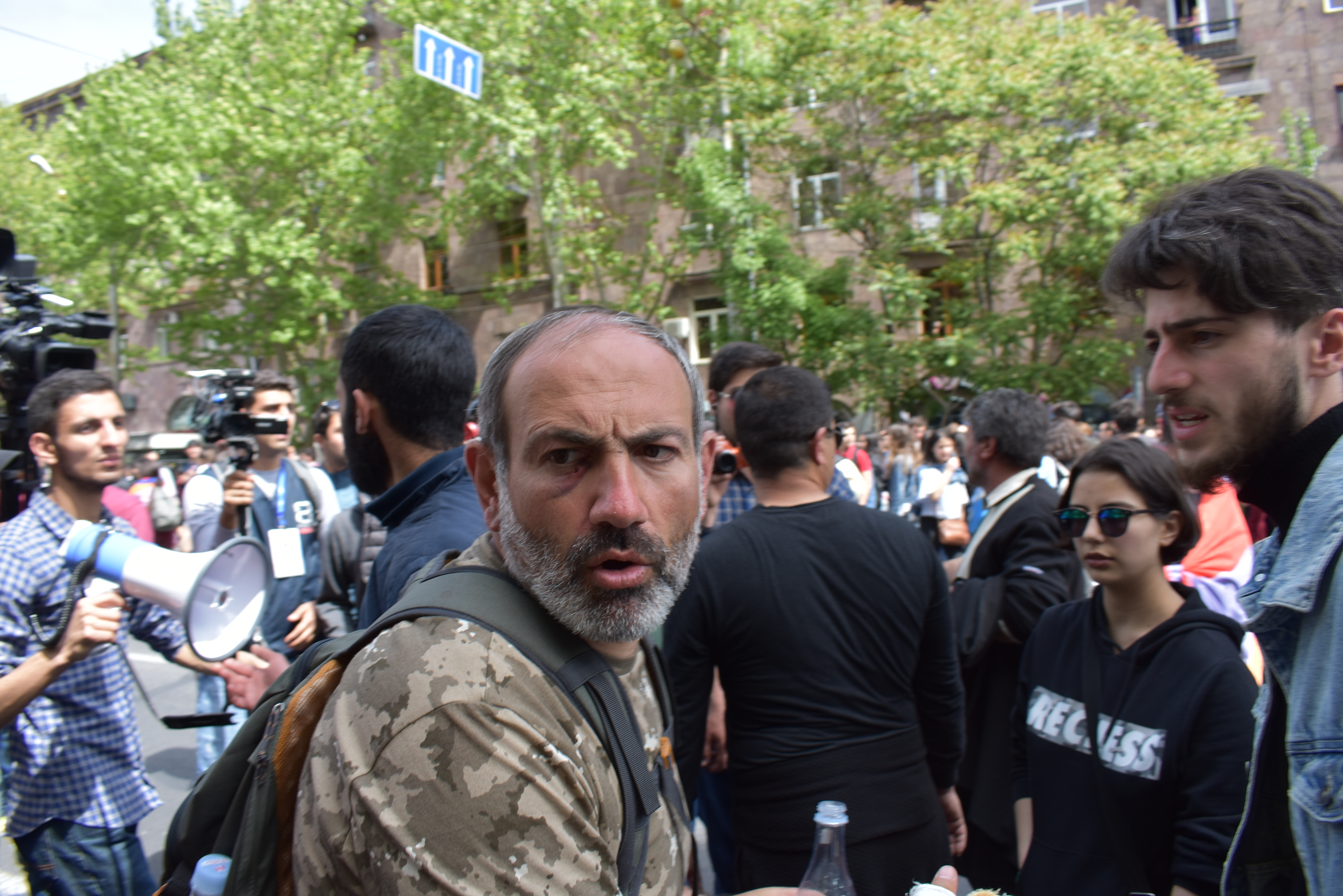
Пашинян во время революции

Родился 1 июня 1975 года в городе Иджеване. Был назван в честь деда по отцовской линии — красноармейца, погибшего на Кавказском Фронте в 1943 году, во время Великой Отечественной войны. Отец Вова Пашинян работал учителем физкультуры и тренером по футболу. Мать Светлана Пашинян скончалась в 1987 году, когда Николу было 12 лет. Воспитывался мачехой Ерджаник Чибухчян, которая была второй женой его отца. Имеет старших братьев — Армена и Артака. В армии службу не проходил, так как два его старших брата служили до него, и по закону он не был обязан проходить военную службу.
Пашинян получил среднее образование в Иджеванской школе № 1. Во время Карабахского движения 1988 года он проводил школьные забастовки, марши и демонстрации. В 1991 году, окончив школу, Никол поступил на отделение журналистики филологического факультета Ереванского государственного университета. Согласно информации агентства NEWS.am, в университете Пашинян учился на «отлично». Тем не менее, спустя четыре года после начала обучения был исключён за критику руководства университета.

### Журналистская деятельность
С 1993 по 1994 год — корреспондент газеты «Дпрутюн». С 1994 по 1997 год — корреспондент газет «Лрагир», «Лрагир-ор» и «Молорак». С 1995 по 1997 год — редактор вкладыша «Эм-эс-э» газеты «Молорак».
Являлся координатором предвыборного штаба Ашота Блеяна на президентских выборах 1998 года. В 1998 году основал и стал главным редактором газеты «Орагир».
В 1999 году начался судебный процесс в отношении Пашиняна, газету которого обвинили в публикации клеветнического материала в адрес супруги депутата армянского парламента Арташеса Гегамяна и упоминании прозвища Норика Айвазяна, профессора Ереванского госуниверситета и кандидата в депутаты парламента. На газету «Орагир» был наложен штраф в 25 тысяч долларов, а судебными приставами было описано имущество издания. Суд первой инстанции признал Никола Пашиняна по трём пунктам обвинения и приговорил к одному году заключения. После этого газета «Орагир» была закрыта. Апелляционный суд признал Пашиняна виновным по статьям: служебная халатность, оскорбление представителя власти во время исполнения им служебных обязанностей и неисполнение приговора суда. Пашинян в итоге был приговорён к году лишения свободы (по первой статье), к возмещению ущерба в размере 20 минимальных зарплат (по второй статье) и возмещению ущерба в том же объёме (по третьей статье). Кассационный суд Армении оставил приговор без изменения.
Летом 1999 года стал главным редактором газеты «Айкакан жаманак». Оставался на этой должности до марта 2008 года, после чего главным редактором издания стала его жена — Анна Акопян.
22 ноября 2004 года в центре Еревана был взорван автомобиль Пашиняна, припаркованный неподалёку от здания, где располагалась редакция «Армянского времени». В машине в этот момент никого не было. Журналист расценил произошедшее как покушение и обвинил в организации попытки своего убийства предпринимателя Гагика Царукяна. По версии Пашиняна, Царукян был недоволен статьёй, в которой писалось, что он вырубил в курортном городе деревья ради постройки виллы. Царукян причастность к инциденту отрицал.

### Политическая деятельность
На парламентских выборах 2007 года Пашинян был первым номером в списке блока «Импичмент», требовавшего отставки президента Роберта Кочаряна и премьера Сержа Саргсяна. В итоге блок занял 12-е место, набрав 1,29 % голосов (более 17 тысяч избирателей). Никол Пашинян назвал результаты выборов сфальсифицированными и потребовал назначить новые выборы.
В 2008 году — член предвыборного штаба кандидата в президенты Армении Левона Тер-Петросяна. После массовых беспорядков 1—2 марта 2008 года в Ереване объявлен в розыск. В 2009 году сдался властям. В январе 2010 года был осуждён на 7 лет по обвинению в организации массовых беспорядков. Позже суд вдвое сократил срок, а в мае 2011 года Пашинян вышел на свободу по амнистии в честь 20-летия независимости Армении.

### Депутат Национального собрания Армении
В 2012 году был избран депутатом Национального собрания Армении по пропорциональной избирательной системе от партийного блока «Армянский национальный конгресс». Был членом постоянных комиссий парламента по внешним связям и по вопросам территориального управления и местного самоуправления.
С сентября 2012 по февраль 2013 года возглавлял временную комиссию по вопросам этики.
В 2013 году Армянский национальный конгресс был преобразован в одноимённую партию, которую возглавил Тер-Петросян. Пашинян отказался вступать в новую организацию из-за конфликта с руководством АНК (в частности, из-за того, что конгресс решил не выдвигать своего кандидата на предстоящие президентские выборы). При этом он формально остался членом депутатской фракции Армянского национального конгресса.
В 2015 году стал одним из учредителей партии «Гражданский договор».
С 2015 года — в составе партии «Гражданского договора» член блока партий «Елк». В 2017 году избран депутатом Национального собрания Армении от блока партий «Елк».

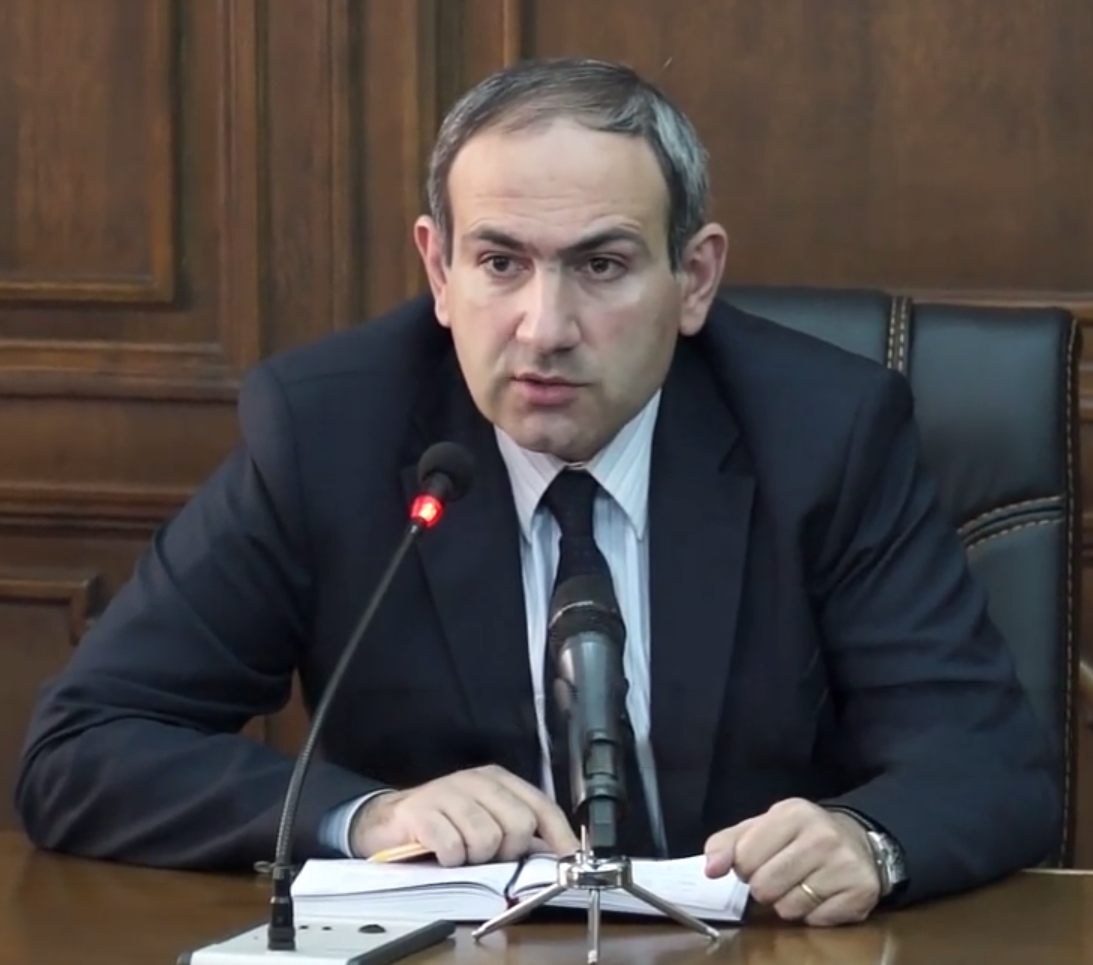
Пашинян в Национальном собрании Армении, в апреле 2014 года

В сентябре 2017 года баллотировался на должность мэра Еревана и занял второе место, набрав 21 % голосов.
13 апреля 2018 года организовал акции протеста против избрания премьер-министром Сержа Саргсяна.
22 апреля 2018 года Пашинян и Саргсян провели переговоры, однако новоизбранный премьер-министр покинул встречу после того, как лидер оппозиции заявил, что готов обсуждать только отставку Саргсяна. В этот же день, во время шествия в центре Еревана полиция задержала Никола Пашиняна.
23 апреля 2018 года Никол Пашинян был освобождён. В этот же день премьер Саргсян подал в отставку, заявив «Никол Пашинян был прав. Я ошибся. У создавшейся обстановки несколько решений, но ни на одно из них я не пойду. Это не моё. Я оставляю должность руководителя страны».
1 мая 2018 года во время голосования в парламенте не смог получить большинства голосов. После призвал блокировать транспортные объекты.
3 мая 2018 года Пашинян был повторно выдвинут более чем 1/3 депутатов парламента на пост премьер-министра Армении.

### На должности премьер-министра
8 мая 2018 года избран на должность премьер-министра Армении.
16 октября 2018 года подал в отставку, но сохранил за собой статус исполняющего обязанности премьер-министра Армении. По его словам — это чисто формальный шаг, цель которого роспуск Национального Собрания Армении и организации досрочных парламентских выборов. Его отставку принял президент Армен Саркисян. В течение двух недель парламент должен не выбрать премьер-министра. После этого по Конституции парламент распускается и назначаются выборы в парламент в период на 30—45-й день после роспуска парламента (прошли 9 декабря 2018 года).
C 16 октября 2018 по 14 января 2019 года исполнял обязанности премьер-министра.
24 октября 2018 года Национальное собрание Армении первый раз не избрало премьера-министра страны, 1 ноября оно не избрало его второй раз, после чего президент Армении Армен Саркисян подписал указ о роспуске парламента и назначении досрочных парламентских выборов в Армении на 9 декабря. На этих выборах блок Пашиняна «Мой шаг» победил, набрав 70,43 % голосов избирателей.
14 января 2019 года вновь назначен премьер-министром Армении.
На волне беспорядков и массовых протестов в Ереване, начавшихся после поражения во Второй Карабахской войне Пашинян подал в отставку с поста премьер-министра вместе с правительством 25 апреля 2021 года. При этом он продолжил исполнять обязанности премьер-министра страны, а 21 июня на досрочных выборах одержал победу, которая была воспринята как неожиданная. Возглавляемая Пашиняном фракция набрала 53,92% голосов, самый близкий преследователь — блок экс-президента Кочаряна — 21,04%. Оппозиция в стране заявила о масштабных нарушениях и желании оспорить результаты в Конституционном суде. Но, как передаёт русская служба BBC, многие проголосовавшие за Пашиняна считают свой голос скорее голосом протеста против коалиции двух президентов, которые правили 20 лет и были свергнуты в ходе революции. При этом миссии наблюдателей, включая российскую, СНГ и ОДКБ заявили об отсутствии серьёзных нарушений и дали высокую оценку выборам, поэтому оспаривание будет непростым. Генсек Совета Европы Мария Пейчинович-Бурич, поздравив Пашиняна с победой, также заявила о хорошей организации и развитой конкуренции на выборах.
2 августа 2021 года Президент Армении вновь подписал указ о назначении Пашиняна премьер-министром.
25 апреля 2022 года массовые акции протеста и гражданского неповиновения, направленные против действующей власти в Армении и требующие отставки Пашиняна возобновились.
В сентябре 2023 года, после начала азербайджанской военной операции в Нагорном Карабахе, в Армении начались митинги с требованием защитить карабахских армян. Протестующие называли Пашиняна предателем и требовали его отставки.
Так как священнослужители Армянской Апостольской Церкви нередко критиковали политику Пашиняна, главным образом из-за событий в Нагорном Карабахе, который в сентябре 2023 года перешел под полный контроль Азербайджана, то Пашинян вступил в конфликт с ААЦ. В июне 2025 года, обвинив главу ААЦ Гарегина II в нарушении обета безбрачия, Пашинян призвал найти ему замену. Он предложил создать координационную группу для организации переизбрания главы ААЦ в целях «защиты верующих и духовной чистоты». Верховный духовный совет ААЦ в ответ на это заявил, что высказывания Пашиняна «попирают фундаментальные права человека, оскорбляют религиозные чувства верующих и прикрываются лживыми предлогами псевдозаботы». В связи с тем, что за ААЦ вступился миллиардер Самвел Карапетян, Карапетяну было предъявлено обвинение в публичных призывах к захвату власти. 18 июня 2025 года Пашинян заявил журналистам: «Я не потерплю этого. Никто не может угрожать Армении. Заявление Карапетяна, что они вмешаются по-своему, удостоилось самой конкретной оценки». 26 июня 2025 года по обвинению в подготовке насильственного захвата власти, террористического акта и организации массовых беспорядков были арестованы архиепископ Баграт (Галстанян) и еще 15 человек

## Премьерство

### Внутренняя политика
В первый год правления Пашиняна британский журнал The Economist признал Армению страной года за достижения в строительстве демократии. Будучи классифицирована по индексу демократии как гибридный режим, она добилась наибольшего улучшения своих показателей в регионе. В аналогичном исследовании за 2019 год Армения поднялась ещё на 17 позиций и заняла лидирующее положение в регионе и в ЕАЭС.
Одной из главных причин революции в Армении являлась коррупция, с которой Пашинян обещал бороться всеми методами. После его прихода к власти в ежегодной публикации «Индекс восприятия коррупции» за 2019 год Армения совершила большой рывок, поднявшись со 105-й на 77-ю позицию. Согласно данным этой же организации за 2021 год, Армения находится на 58-м месте, между Словакией и Грецией. Также, спустя год после прихода к власти Пашиняна, в рейтинге правозащитной организации Freedom House «Рейтинг стран по уровню свободы доступа к интернету» Армения заняла первое место в СНГ и вошла в десятку стран с самым свободным интернетом. В докладе отмечалось, что «настроенный на реформы премьер-министр Никол Пашинян инициировал сокращение ограничений на контент и нарушений прав пользователей».
За первый год нахождения у власти правительство Пашиняна сделало здравоохранение для граждан младше 18 лет бесплатным. Также, лечение онкологических заболеваний стало проводиться полностью за счёт государства.

### Экономика
По утверждению многих экспертов, экономическая политика Пашиняна характеризуется неолиберализмом.
В сентябре 2018 года Пашинян предложил ввести пропорциональный налог в размере 23 % на все доходы и постепенно снижать его на 0,5 % каждый год до 20 %. Закон был утверждён парламентом в июне 2019 и вступил в силу в 2020 году.
Он выступал за снижение налогов для малого бизнеса, за сокращение количества министерств и ведомств Армении и за ввод налоговых льгот для иностранных предприятий, желающих инвестировать в Армению.
С приходом к власти Пашиняна ВВП Армении стал расти. В 2019 году рост составил 7,6 %.

### Внешняя политика

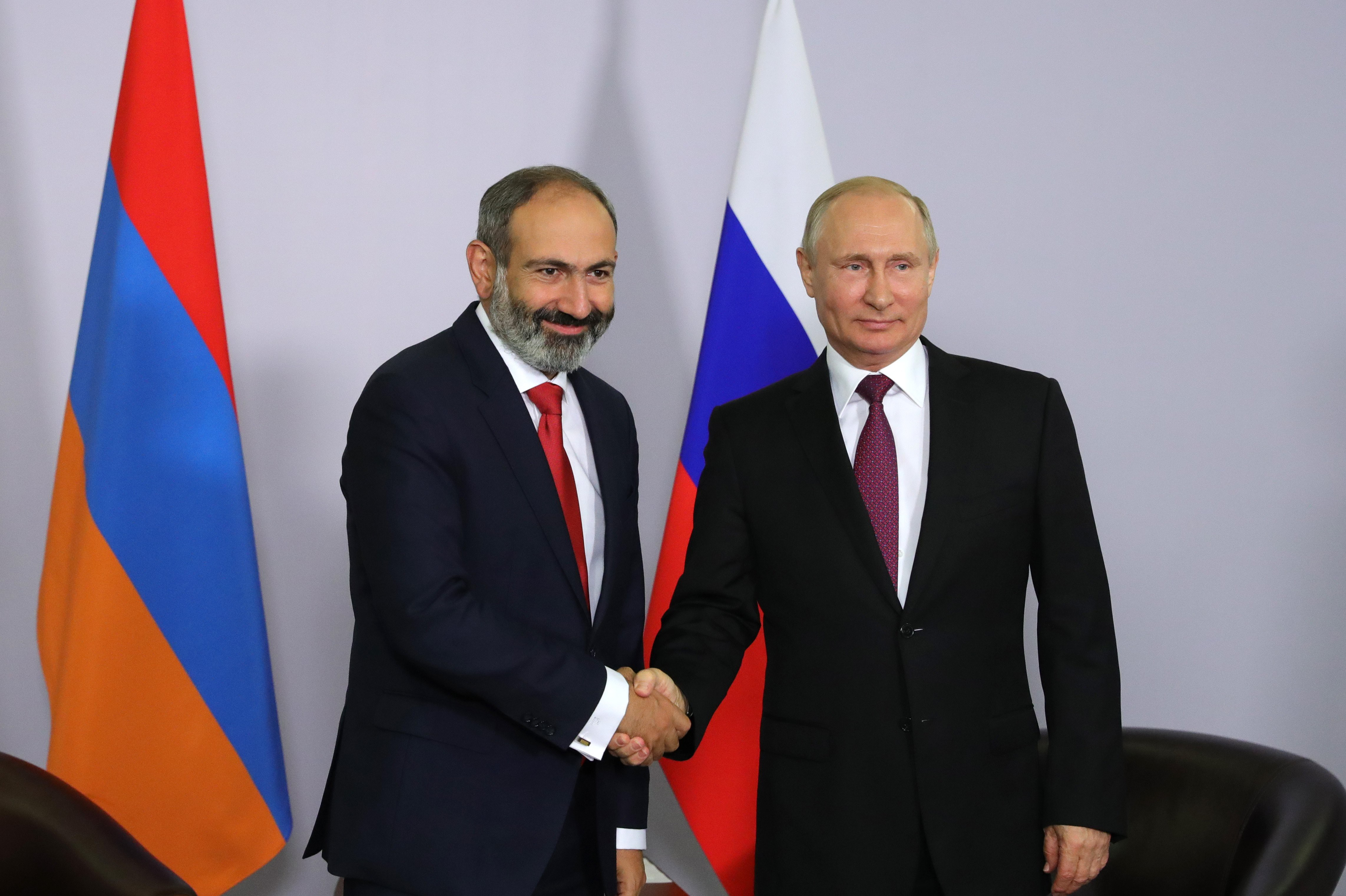
С президентом России
Владимиром Путиным.
Россия, Сочи, 14 мая 2018 года

Пашинян называл Евросоюз главным партнёром Армении по реформам и заявлял о намерении ввести безвизовый режим между ЕС и Арменией.
На следующий день после своего избрания Пашинян отправился с визитом в Степанакерт на празднование «Дня освобождения Шуши». Второй зарубежный визит был совершён 14 мая 2018 года в Сочи, где Пашинян встретился с Владимиром Путиным.
Во время саммита СНГ в Душанбе 27 сентября 2018 года Пашинян встретился с президентом Азербайджана Ильхамом Алиевым. Было достигнуто соглашение о предпринятии шагов по деэскалации ситуации на азербайджано-армянской границе. По итогам встречи, Пашинян положительно отозвался об Алиеве, сказав, что он «произвёл впечатление грамотного человека».
В 2019 году Никол Пашинян вошёл в список лидеров, которые чаще всего контактируют со своими подписчиками на Facebook.

#### Нагорный Карабах

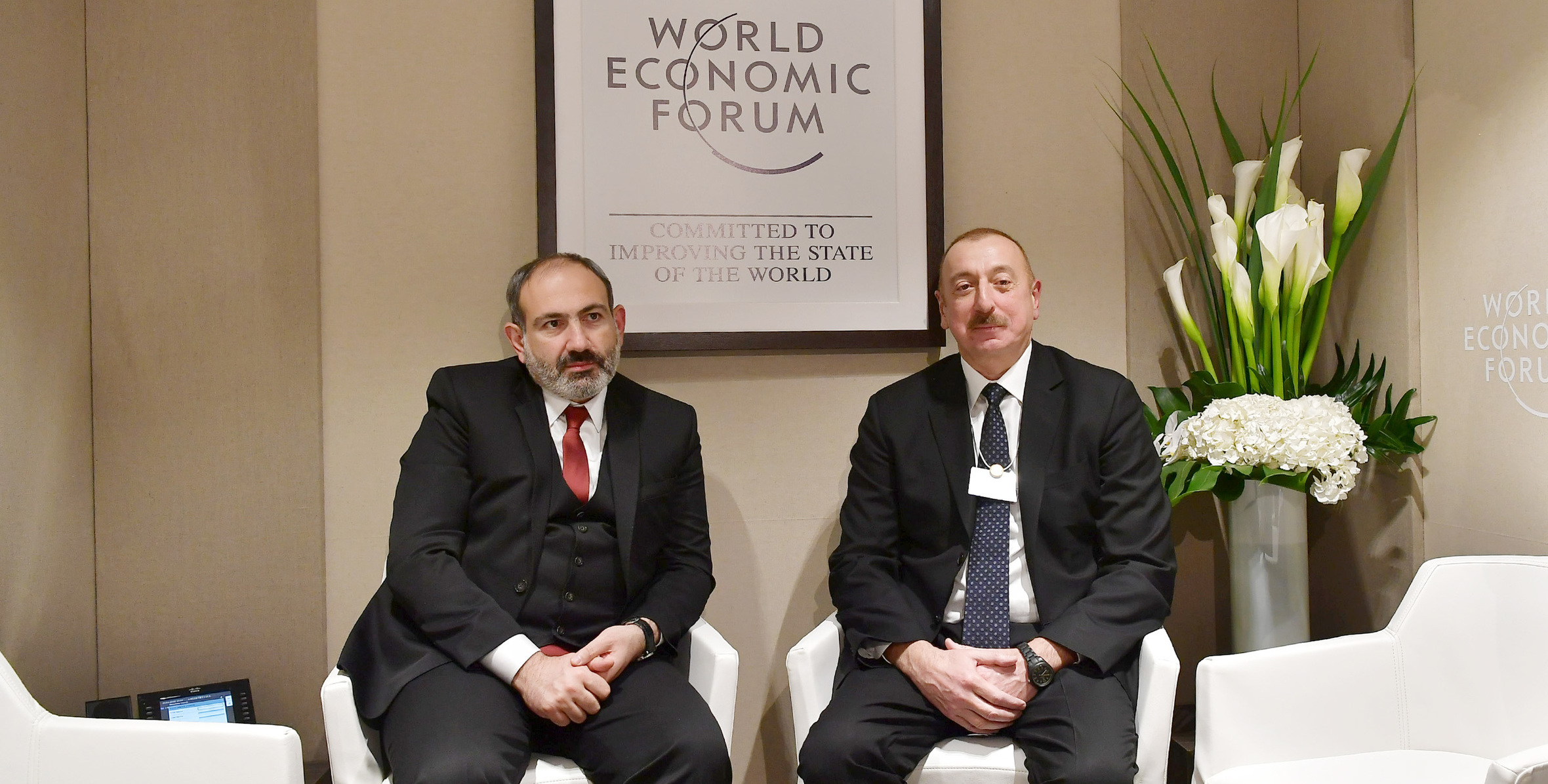
Ильхам Алиев и Никол Пашинян на Международном экономическом форуме в Давосе

До 2016 года Пашинян поддерживал компромиссионное решение карабахского вопроса, которое в своё время озвучил Левон Тер-Петросян. Оно предполагало передачу пояса безопасности, окружающего НКР и контролирующегося его силами, Азербайджану, сохраняя при этом коридор для связи с Арменией. Однако после 2016 года позиция Пашиняна стала более жёсткой. Он заявлял: «у нас нет земель для передачи Азербайджану». Он также заявлял, что у Арцаха есть свои территориальные претензии к Азербайджану, а именно Шаумяновский район, контролирующийся Азербайджаном.
Во время протестов на Республиканской площади Еревана в 2018 году Пашинян заявил: «Да здравствует Арцахская Республика, которая в конечном счёте станет частью Армении!», что является возвращением к изначальной цели Карабахского движения, а именно — присоединения Нагорного Карабаха к Армении. Он заявлял, что переговоры и урегулирование Нагорно-карабахского вопроса должны проводиться только «в рамках Минской группы ОБСЕ». Пашинян утверждает, что «риторика, используемая нынешним руководством Азербайджана, не создаёт условий для реалистичного урегулирования конфликта». В интервью 2018 года он заявил: «Нельзя говорить о взаимных уступках в разрешении конфликта, пока Азербайджан пытается разрушить армянскую государственность. Переговоры о взаимных уступках начнутся только тогда, когда Азербайджан признаёт право народа Карабаха на самоопределение».
В апреле 2018 года в интервью Би-би-си Пашинян утверждал, что между Арменией и Азербайджаном не может быть «конструктивного диалога», пока президент Азербайджана Ильхам Алиев говорит о завоевании Еревана и «капитуляции» Армении и Карабаха.
На встрече с президентом НКР Бако Саакяном в 2018 году Пашинян заявил: «Я считаю, что формат переговоров несовершенен, поскольку одна из сторон конфликта — руководство Арцаха — не является частью переговоров».
27 сентября 2020 года началась Вторая Карабахская война, которая продлилась до 10 ноября, когда главы России, Армении и Азербайджана приняли совместное заявление о прекращении огня в Нагорном Карабахе. В соответствии с соглашением, территории, которые за 44 дня военного конфликта были взяты под контроль азербайджанской армией, остались в составе Азербайджана, кроме того Кельбаджарский район возвращался Азербайджану до 15 ноября (позже по просьбе армянской стороны срок был продлён до 25 ноября), Агдамский район — до 20 ноября, а до 1 декабря — Лачинский район. В Армении данное решение восприняли как капитуляцию. В связи с этим с 10 ноября в Ереване начались акции протеста. Протестующие требовали отставки премьер-министра.
11 января 2021 года в Москве состоялась трехсторонняя встреча между президентом России В. Путиным, президентом Азербайджана И. Алиевым и премьер-министром Армении Н. Пашиняном, на которой лидеры обсудили дальнейшие планы по урегулированию ситуации в регионе и подписали совместное заявление.
В сентябре 2022 года, после того как Азербайджан нанес удары по приграничным армянским городам, Пашинян заявил, что он и его команда хотят «подписать бумагу, из-за которой нас, много людей, будет критиковать, ругать, называть предателями, даже народ может решить отстранить нас от власти», целью которой будет мир и безопасность Армении на площади 29,8 тыс. кв. км. Эти слова Пашиняна вызвали протесты в Армении, демонстранты требовали его отставки.
6 октября 2022 года в рамках саммита «Европейское политическое сообщество» на официальном сайте Елисейского дворца было размещено заявление по итогам встречи президента Азербайджана Ильхама Алиева с президентом Французской Республики Эмманюэлем Макроном, президентом Совета Европейского Союза Шарлем Мишелем и премьер-министром Республики Армения Николом Пашиняном, в котором говорится что Армения и Азербайджан подтвердили свою приверженность Уставу ООН и Алматинской декларации 1991 года и признают территориальную целостность и суверенитет друг друга.
13 сентября 2023 года в интервью изданию Politico Никола Пашинян подтвердил, что правительство Армении признает Нагорный Карабах частью Азербайджана, но сказал, что теперь международному сообществу нужно обеспечить, чтобы в регионе не произошло «этнических чисток».

#### Отношения с Россией

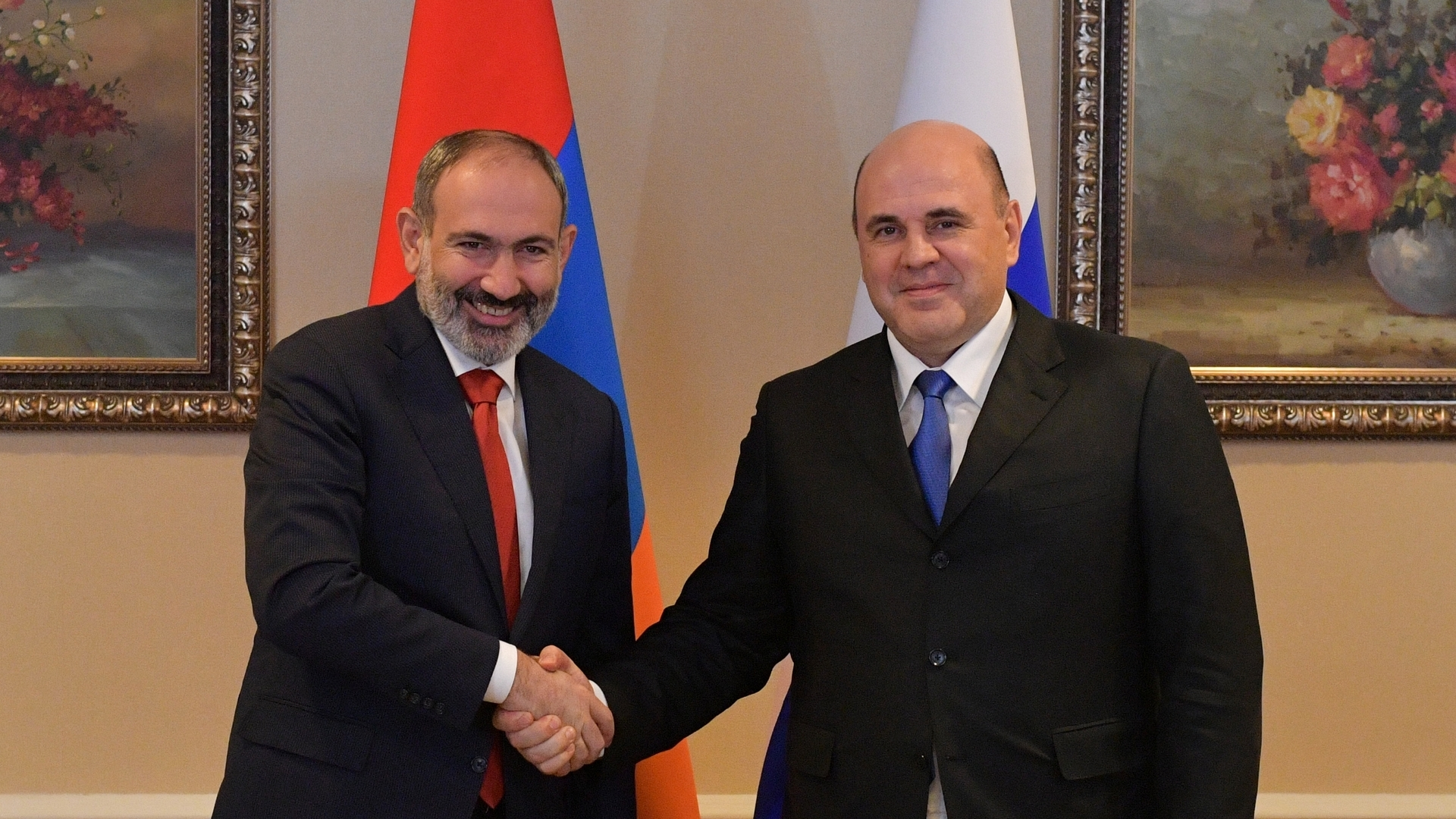
Никол Пашинян и Михаил Мишустин

Будучи оппозиционным депутатом, в 2013 году Пашинян проголосовал против членства Армении в Евразийском экономическом союзе, созданным Россией, утверждая, что членство в союзе угрожает национальной безопасности и суверенитету Армении, а также может испортить отношения Армении с западными и соседними государствами, включая Иран и Грузию.
По его словам, Армения вступила в Евразийский экономический союз «не добровольно, а вынужденно». Отношения России и Армении он охарактеризовал как «взаимоотношения говорящего и слушающего».
Выступал с критикой бывшего президента Сержа Саргсяна в вопросе обороны Армении, которая, по его словам, «проиграла в вопросе военного баланса с Азербайджаном при поддержке и вмешательстве РФ».
В 2016 году отмечалось, что Пашинян — сторонник более нейтральной внешней политики, чем его союзники по блоку «Елк» — Эдмон Марукян и Арам Саркисян, которые являются сторонниками евроинтеграции, выхода Армении из ОДКБ и Евразийского Экономического союза, а также более прозападной политики.
В 2016 году проголосовал против создания объединённой с Россией системы ПВО на Кавказе, говоря, что «Армения должна развивать свою собственную систему ПВО. Почему мы должны передать наши системы ПВО под командование России?».
Пашинян добавил, что Россию «нельзя считать настоящим гарантом безопасности Армении. Данное соглашение лишь создаёт иллюзию укрепления безопасности Армении».
Однако, придя к власти, Пашинян сменил свои взгляды. В апреле 2018 года он заявил, что Армения не станет покидать ОДКБ и ЕАЭС, а также что у него «нет проблем с российской базой» в Армении, оправдывая её наличие плохими отношениями Армении с Турцией. Российская база в Гюмри, по его словам, охраняет армяно-турецкую границу, и она «нужна Армении». В декабре 2018 года он заявил, что Армения не будет вступать в НАТО, но будет продолжать развивать отношения с этой организацией. В сентября 2023 года заявил, что зависимость Армении в сфере безопасности только от одной страны, от России, была «стратегической ошибкой».

#### Отношения с Турцией
В 2008 году поддержал нормализацию отношений Армении с Турцией, инициированную президентом Армении Сержем Саргсяном и президентом Турции Абдуллой Гюлем. Но став премьер-министром Армении, назвал турецкие условия нормализации отношений «нелогичными», имея ввиду требование Турции разрешить Карабахский конфликт перед установлением дипломатических отношений. Пашинян заявил, что его правительство будет добиваться международного признания геноцида армян. В ноябре 2018 года Пашинян подтвердил, что Республика Армения готова к нормализации отношений с Турецкой Республикой без предусловий. По его словам, признание геноцида армян «не имеет значения для армяно-турецких отношений», но добавив: «Мы будем добиваться международного признания геноцида армян для предотвращения преступлений против человечества в мире». В октябре 2019 года Пашинян осудил турецкое вторжение в курдские районы Сирии.

#### Отношения с Ираном

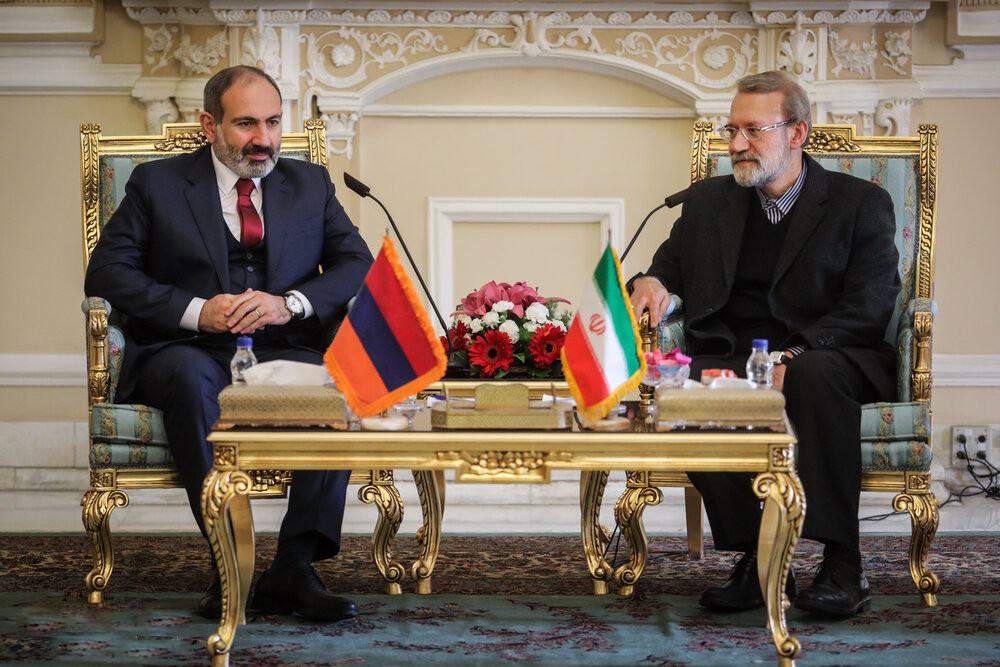
Никол Пашинян и Али Лариджани в Иране.

Пашинян заявлял, что отношения с Ираном будут не просто сохранены, но и улучшены, несмотря на международные санкции против Ирана. Он сказал, что США «понимают нашу ситуацию и политику» и что хорошие отношения с США «тоже очень важны» для Армении.

#### ОДКБ
В сентябре 2021 года Пашинян стал председателем Совета коллективной безопасности ОДКБ. После начала протестов в Казахстане, вспыхнувших в январе 2022 года Пашинян, как председатель Совета подписал решение о вводе Коллективных миротворческих силы ОДКБ в Республику Казахстан. Данное заявление было размещено на сайте Президента России Владимира Путина.  В январе 2023 года Никол Пашинян заявил, что Армения считает нецелесообразным проведение учений ОДКБ на территории Армении в 2023 году, позднее заявив что у Еревана сложилось впечатление, что ОДКБ «уходит из Армении», допустив, что Армения может прекратить или заморозить членство в ОДКБ.

#### Отношения с Грузией
24 ноября 2023 года признал территориальную целостность Грузии, отвечая на вопрос о том, готов ли Ереван признать Абхазию и Южную Осетию «оккупированными Россией территориями».
«Мы однозначно и полностью поддерживаем единство, суверенитет, территориальную целостность, независимость и демократию Грузии»Никол Пашинян, прямой эфир 24 ноября 2023 года

## Личная жизнь
Женат, имеет дочерей Мариам, Шушанну, Арпине и сына Ашота. Жена — Анна Акопян, является главным редактором газеты «Айкакан жаманак». Сын Ашот Пашинян в июле 2018 года по собственному желанию отправился на военную службу в Нагорный Карабах. Кроме родного армянского, владеет русским, английским и французским языками.

## Награды
- Кавалер Большого креста ордена Пия IX (2023 год, Ватикан)[131].